# Meili
En la mitología nórdica, Meili es uno de los Æsir. Su nombre aparece en la Edda poética, en Hárbarðsljóð donde Thor lo nombra como su hermano, aclarando que no es uno de sus medios hermanos, indicando que Meili es hijo de Odín y Jörð. En algunas versiones, Meili es presentado como una diosa femenina y no como un dios masculino.